# Lista siturilor arheologice din județul Tulcea - C
Lista siturilor arheologice din județul Tulcea - C conține toate siturile arheologice din județul Tulcea înscrise în Repertoriul Arheologic Național (RAN) și aflate în localități al căror nume începe cu litera C. RAN este administrat de Ministerul Culturii și Patrimoniului Național și cuprinde date științifice, cartografice, topografice, imagini și planuri, precum și orice alte informații privitoare la zonele cu potențial arheologic, studiate sau nu, încă existente sau dispărute.
Puteți căuta un sit din localitățile care încep cu litera C folosind formularul de mai jos sau puteți naviga prin toate siturile din județ la Lista siturilor arheologice din județul Tulcea.
| Cod RAN                                   | Denumire | Localitate                                    | Adresă                                                    | Datare                       | Descoperit | Coordonate                                              | Imagine           | Erori            |
| ----------------------------------------- | --- | --------------------------------------------- | --------------------------------------------------------- | ---------------------------- | ---------- | ------------------------------------------------------- | ----------------- | ---------------- |
| 161400.01.01 (Cod LMI: TL-I-s-B-05753)    | Așezarea din epoca bronzului de la Calfa-vatra satului / ansamblu anonim (Categorie: locuire civilă) (Tip: Așezare)                                      | sat Calfa, comuna Topolog                     | vatra satului                                             |                              |            |                                                         | Încărcați imagine | Raportați eroare |
| 159801.01 (Cod LMI: TL-I-s-A-05754)       | Așezarea romano-bizantină de la Camena-la cca. 30 m E de sat / ansamblu anonim (Categorie: locuire civilă)                                               | sat Camena, comuna Baia                       | la cca. 30 m E de sat                                     |                              |            |                                                         | Încărcați imagine | Raportați eroare |
| 159801.01.01 (Cod LMI: TL-I-s-A-05754)    | Așezarea romano-bizantină de la Camena-la cca. 30 m E de sat / ansamblu Petra (Camena) (Categorie: locuire civilă) (Tip: Așezare)                        | sat Camena, comuna Baia                       | la cca. 30 m E de sat                                     | romano-bizantină             |            |                                                         | Încărcați imagine | Raportați eroare |
| 160289.01.01 (Cod LMI: TL-I-s-B-05755)    | Necropola Latene de la Caraorman-grindul Ivancea / ansamblu anonim (Categorie: descoperire funerară) (Tip: Necropolă tumulară)                           | sat Caraorman, comuna Crișan                  | grindul Ivancea                                           | greco-getică                 |            |                                                         | Încărcați imagine | Raportați eroare |
| 160289.02.01 (Cod LMI: TL-I-s-B-05756)    | Așezarea medievală de la Caraorman-la V de sat / ansamblu anonim (Categorie: locuire civilă) (Tip: Așezare)                                              | sat Caraorman, comuna Crișan                  | la V de sat                                               |                              |            |                                                         | Încărcați imagine | Raportați eroare |
| 159954.01.01 (Cod LMI: TL-I-m-B-05757.02) | Situl arheologic de la Carcaliu-la 5 km E de sat / ansamblu anonim (Categorie: locuire) (Tip: Așezare)                                                   | sat Carcaliu, comuna Carcaliu                 | la 5 km E de sat                                          |                              |            |                                                         | Încărcați imagine | Raportați eroare |
| 159954.01.02 (Cod LMI: TL-I-m-B-05757.01) | Situl arheologic de la Carcaliu-la 5 km E de sat / ansamblu anonim (Categorie: locuire) (Tip: Așezare)                                                   | sat Carcaliu, comuna Carcaliu                 | la 5 km E de sat                                          |                              |            |                                                         | Încărcați imagine | Raportați eroare |
| 159954.01.03 (Cod LMI: TL-I-m-B-05757.03) | Situl arheologic de la Carcaliu-la 5 km E de sat / ansamblu anonim (Categorie: locuire) (Tip: Grup de doi tumuli)                                        | sat Carcaliu, comuna Carcaliu                 | la 5 km E de sat                                          |                              |            |                                                         | Încărcați imagine | Raportați eroare |
| 159972.01.01 (Cod LMI: TL-I-s-B-05758)    | Villa rustica de la Casimcea-în Cotul Dulbenci / ansamblu anonim (Categorie: locuire civilă) (Tip: Villa rustica)                                        | sat Casimcea, comuna Casimcea                 | în Cotul Dulbenci                                         | romană                       |            | 45°13′17″N 28°38′42″E / 45.2213666667°N 28.6450472222°E | Încărcați imagine | Raportați eroare |
| 159972.02.01 (Cod LMI: TL-I-m-B-05759.01) | Situl arheologic de la Casimcea - la S de DJ Casimcea - Sarichioi / ansamblu anonim (Categorie: locuire) (Tip: Villa rustica)                            | sat Casimcea, comuna Casimcea                 | la S de DJ Casimcea - Sarichioi                           | romană                       |            |                                                         | Încărcați imagine | Raportați eroare |
| 159972.02.02 (Cod LMI: TL-I-m-B-05759.02) | Situl arheologic de la Casimcea - la S de DJ Casimcea - Sarichioi / ansamblu anonim (Categorie: locuire) (Tip: Necropolă)                                | sat Casimcea, comuna Casimcea                 | la S de DJ Casimcea - Sarichioi                           |                              |            |                                                         | Încărcați imagine | Raportați eroare |
| 160403.01.01 (Cod LMI: TL-I-s-B-05760)    | Villa rustica de la Cataloi - "Baia Romană" / ansamblu roma (Categorie: locuire civilă) (Tip: Villa rustica)                                             | sat Cataloi, comuna Frecăței                  | Baia Romană                                               | sec. II                      |            |                                                         | Încărcați imagine | Raportați eroare |
| 160403.02.01 (Cod LMI: TL-I-s-B-05761)    | Așezarea din epoca romană de la Cataloi-la cca. 500 m SE de limita satului / ansamblu anonim (Categorie: locuire civilă) (Tip: Așezare)                  | sat Cataloi, comuna Frecăței                  | la cca. 500 m SE de limita satului                        |                              |            |                                                         | Încărcați imagine | Raportați eroare |
| 160403.03.01 (Cod LMI: TL-I-m-B-05762.02) | Situl arheologic de la Cataloi-la 200 m V de sat și 500 m S de șoseaua Cataloi / ansamblu anonim (Categorie: locuire civilă) (Tip: Așezare)              | sat Cataloi, comuna Frecăței                  | la 200 m V de sat și 500 m S de șoseaua Cataloi           | sec. II - III                |            |                                                         | Încărcați imagine | Raportați eroare |
| 160403.03.02 (Cod LMI: TL-I-m-B-05762.01) | Situl arheologic de la Cataloi-la 200 m V de sat și 500 m S de șoseaua Cataloi / ansamblu anonim (Categorie: locuire civilă) (Tip: Locuire)              | sat Cataloi, comuna Frecăței                  | la 200 m V de sat și 500 m S de șoseaua Cataloi           | sec. X - XI                  |            |                                                         | Încărcați imagine | Raportați eroare |
| 160403.04.01 (Cod LMI: TL-I-s-B-05763)    | Villa rustica de la Cataloi-la 600 m V de sat și 600 m N de șoseaua Cataloi - Nalbant / ansamblu anonim (Categorie: locuire civilă) (Tip: Villa rustica) | sat Cataloi, comuna Frecăței                  | la 600 m V de sat și 600 m N de șoseaua Cataloi - Nalbant | romană                       |            |                                                         | Încărcați imagine | Raportați eroare |
| 160403.05.01                              | Situl arheologic de la Cataloi-la 1,1 km V de sat / ansamblu anonim (Categorie: locuire civilă) (Tip: Așezare)                                           | sat Cataloi, comuna Frecăței                  | la 1,1 km V de sat                                        | sec. X - XI                  |            |                                                         | Încărcați imagine | Raportați eroare |
| 160403.05.02                              | Situl arheologic de la Cataloi-la 1,1 km V de sat / ansamblu anonim (Categorie: locuire civilă) (Tip: Așezare)                                           | sat Cataloi, comuna Frecăței                  | la 1,1 km V de sat                                        |                              |            |                                                         | Încărcați imagine | Raportați eroare |
| 160403.06.01 (Cod LMI: TL-I-s-B-05765)    | Tumulii de la Cataloi- la SV si V de sat / ansamblu anonim (Categorie: descoperire funerară) (Tip: Grup de tumuli)                                       | sat Cataloi, comuna Frecăței                  | la SV si V de sat                                         |                              |            |                                                         | Încărcați imagine | Raportați eroare |
| 160500.01.01 (Cod LMI: TL-I-s-B-05766)    | Așezarea din epoca romană de la Căprioara / ansamblu anonim (Categorie: locuire civilă) (Tip: Așezare fortificată)                                       | sat Căprioara, comuna Hamcearca               |                                                           |                              |            |                                                         | Încărcați imagine | Raportați eroare |
| 160109.01.01 (Cod LMI: TL-I-m-B-05767.02) | Situl arheologic de la Ceamurlia de Jos-La Pod / ansamblu anonim (Categorie: locuire) (Tip: Așezare)                                                     | sat Ceamurlia de Jos, comuna Ceamurlia de Jos | La Pod                                                    | Hamangia                     |            |                                                         | Încărcați imagine | Raportați eroare |
| 160109.01.02 (Cod LMI: TL-I-m-B-05767.01) | Situl arheologic de la Ceamurlia de Jos-La Pod / ansamblu anonim (Categorie: locuire) (Tip: Villa rustica)                                               | sat Ceamurlia de Jos, comuna Ceamurlia de Jos | La Pod                                                    | romană sec. II               |            |                                                         | Încărcați imagine | Raportați eroare |
| 160109.02.01 (Cod LMI: TL-I-m-B-05811.02) | Situl arheologic de la Ceamurlia de Jos-la marginea de E a localității / ansamblu anonim (Categorie: locuire civilă) (Tip: Așezare)                      | sat Ceamurlia de Jos, comuna Ceamurlia de Jos | la marginea de E a localității                            | geto-dacică                  |            |                                                         | Încărcați imagine | Raportați eroare |
| 160109.02.02 (Cod LMI: TL-I-m-B-05811.01) | Situl arheologic de la Ceamurlia de Jos-la marginea de E a localității / ansamblu anonim (Categorie: locuire civilă) (Tip: Așezare)                      | sat Ceamurlia de Jos, comuna Ceamurlia de Jos | la marginea de E a localității                            |                              |            |                                                         | Încărcați imagine | Raportați eroare |
| 160109.02.03 (Cod LMI: TL-I-s-B-05811)    | Situl arheologic de la Ceamurlia de Jos-la marginea de E a localității / ansamblu anonim (Categorie: locuire civilă) (Tip: Mormânt)                      | sat Ceamurlia de Jos, comuna Ceamurlia de Jos | la marginea de E a localității                            |                              |            |                                                         | Încărcați imagine | Raportați eroare |
| 160109.03.01 (Cod LMI: TL-I-s-B-05768)    | Grup de doi tumuli la Ceamurlia de Jos-la vest de localitate / ansamblu anonim (Categorie: descoperire funerară) (Tip: Grup de tumuli)                   | sat Ceamurlia de Jos, comuna Ceamurlia de Jos | la vest de localitate                                     |                              |            |                                                         | Încărcați imagine | Raportați eroare |
| 160109.04.01 (Cod LMI: TL-I-s-B-05769)    | Grup de 7 tumuli la Ceamurlia de Jos / ansamblu anonim (Categorie: descoperire funerară) (Tip: Grup de tumuli)                                           | sat Ceamurlia de Jos, comuna Ceamurlia de Jos |                                                           |                              |            |                                                         | Încărcați imagine | Raportați eroare |
| 160109.05.01 (Cod LMI: TL-I-s-B-05770)    | Grup de doi tumuli la Ceamurlia de Jos-la 750 m NV de localitate / ansamblu anonim (Categorie: descoperire funerară) (Tip: Grup de tumuli)               | sat Ceamurlia de Jos, comuna Ceamurlia de Jos | la 750 m NV de localitate                                 |                              |            |                                                         | Încărcați imagine | Raportați eroare |
| 160181.01.01 (Cod LMI: TL-I-s-B-05771)    | Așezarea medievală de la Chilia Veche-la S de sat / ansamblu anonim (Categorie: locuire civilă) (Tip: Așezare)                                           | sat Chilia Veche, comuna Chilia Veche         | la S de sat                                               |                              |            |                                                         | Încărcați imagine | Raportați eroare |
| 160181.02.01 (Cod LMI: TL-I-s-B-05772)    | Tumulii de la Chilia Veche / ansamblu anonim (Categorie: descoperire funerară) (Tip: Grup de tumuli)                                                     | sat Chilia Veche, comuna Chilia Veche         |                                                           |                              |            |                                                         | Încărcați imagine | Raportați eroare |
| 160234.01.01 (Cod LMI: TL-I-m-B-05773.01) | Situl arheologic de la Ciucurova-fostul ocol silvic / ansamblu anonim (Categorie: locuire civilă) (Tip: Necropolă)                                       | sat Ciucurova, comuna Ciucurova               | Ocolul silvic                                             | geto-dacică sec. III a. Chr. |            |                                                         | Încărcați imagine | Raportați eroare |
| 160234.01.02 (Cod LMI: TL-I-s-B-05773)    | Situl arheologic de la Ciucurova-fostul ocol silvic / ansamblu anonim (Categorie: locuire civilă) (Tip: Așezare)                                         | sat Ciucurova, comuna Ciucurova               | Ocolul silvic                                             |                              |            |                                                         | Încărcați imagine | Raportați eroare |
| 160234.02.01 (Cod LMI: TL-I-m-B-05774.03) | Situl arheologic de la Ciucurova - "La Izvor" / ansamblu anonim (Categorie: locuire civilă) (Tip: Villa rustica)                                         | sat Ciucurova, comuna Ciucurova               | La Izvor                                                  | romană                       |            |                                                         | Încărcați imagine | Raportați eroare |
| 160234.02.02 (Cod LMI: TL-I-m-B-05774.02) | Situl arheologic de la Ciucurova - "La Izvor" / ansamblu anonim (Categorie: locuire civilă) (Tip: Așezare)                                               | sat Ciucurova, comuna Ciucurova               | La Izvor                                                  | romano-bizantină             |            |                                                         | Încărcați imagine | Raportați eroare |
| 160234.02.03 (Cod LMI: TL-I-m-B-05774.01) | Situl arheologic de la Ciucurova - "La Izvor" / ansamblu anonim (Categorie: locuire civilă) (Tip: Așezare)                                               | sat Ciucurova, comuna Ciucurova               | La Izvor                                                  |                              |            |                                                         | Încărcați imagine | Raportați eroare |
| 159972.03.01                              | Mormântul cu ocru de la Casimcea / ansamblu anonim (Categorie: descoperire funerară) (Tip: Mormânt de inhumație)                                         | sat Casimcea, comuna Casimcea                 |                                                           | Yamnaia                      | 1938       |                                                         | Încărcați imagine | Raportați eroare |
| 161419.01.01                              | Locuirea Latene de la Cerbu / ansamblu anonim (Categorie: descoperire izolată) (Tip: Locuire)                                                            | sat Cerbu, comuna Topolog                     |                                                           |                              |            |                                                         | Încărcați imagine | Raportați eroare |
| 160136.01                                 | Descoperiri izolate la Cerna (Categorie: descoperiri izolate de artefacte) (Tip: descoperire izolată)                                                    | sat Cerna, comuna Cerna                       |                                                           |                              |            |                                                         | Încărcați imagine | Raportați eroare |
| 160939.01                                 | Descoperiri izolate de la Colina (Categorie: descoperiri izolate de artefacte) (Tip: descoperire izolată)                                                | sat Colina, comuna Murighiol                  |                                                           |                              |            |                                                         | Încărcați imagine | Raportați eroare |